# Las Christensen
Las (Lars) Christensen (* 12. Dezember 1721 auf dem Hof Schwanholm in der Gemeinde Saustrup; † 23. Februar 1793 in Kronshagen) war ein deutscher Gutspächter und Beamter.

## Leben und Wirken
Las Christensen wurde auf einem Hof geboren, der seiner Familie seit mehreren Generationen gehörte. Er war ein Sohn von Claus Christensen (* 1683 ebendort; † 1766) und dessen Ehefrau Christina, geborene Möller, die aus Bünderies stammte. Ab spätestens 1749 verwaltete er das Gut Gelting, welches sein Onkel Joachim Diedrich Schütt zur Pacht hatte. 1755 ging er als Verwalter mit seinem Onkel nach Deutsch-Nienhof, dessen Pacht er spätestens 1757 selbst erhielt und bis 1766 innehatte.
Christensen galt als renommierter Landwirt und Ökonom und unterhielt nachbarschaftliche Kontakte zu Caspar von Saldern. Die großfürstliche Regierung in Kiel gab bei ihm daher ab 1763 Gutachten in Auftrag und ernannte ihn im Folgejahr zum Oberinspektor aller großfürstlicher Domänen- und Kammergüter. Ab dem Jahr 1766 verwaltete er interimsweise das Vorwerk Kronshagen und schloss sich zwei Jahre später dem neuen General-Land- und Ökonomie-Verbesserungs-Direktorium an. 1768 wurde er Mitglied der Setzungskommission des Direktoriums. Im selben Jahr übernahm er als Amtsinspektor die Verwaltung des neu zusammengesetzten Amtes Kronshagen. Darüber hinaus wurde er zum Kammerrat und anschließend Justizrat befördert. Nach dem Vertrag von Zarskoje Selo 1773 setzte er seine Arbeit unmittelbar unter der Regierung des dänischen Gesamtstaats fort.
Christensen war eine bedeutende Persönlichkeit der großen Agrarreformen des Kieler Staates. Sein Freund von Saldern gab die Niederlegung und Parzellierung von Vorwerken, die Fusionen von Ländereien und neue Abgaben sowie die hierfür notwendige allgemeine Landvermessung vor. Christensen selbst gestaltete deren Grundsätze mit, indem er die notwendigen Vorgänge nicht nur selbst durchführte, sondern sie auch weitestgehend definierte und somit grundsätzlich gestaltete. Von Saldern und, nach 1773, die königlichen Behörden schätzten Christensen sehr. Als Lohn hierfür entsprachen sie 1786 dem Antrag, dass sein ältester Sohn seine Geschäfte als Amtsinspektor weiterführen solle, was dem geltenden Standesrecht widersprach.

## Familie
Am 30. Juni 1756 heiratete Christensen in Gelting Catharina Dorothea Ernst (* 21. Mai 1734 in Bad Oldesloe; † 6. Januar 1802 in Kiel). Ihr Vater Johann Berend Ernst arbeitete in Bad Oldesloe als Branntweinbrenner und danach als Müller in Groß Flottbek. Aus Christensens Ehe gingen acht Kinder hervor. Dazu gehörten:
- Caspar Diederich (1765–1831). Er arbeitete als Kieler Polizeimeister und Justizrat.
- Nicolaus Heinrich (1768–1841) war ein Oberdeichinspektor beider Herzogtümer.
- Christian Friedrich (1786–1831) arbeitete als Amtsinspektor in Kopenhagen
- Eine Tochter heiratete Friedrich Christoph Jensen, Professor an der Universität Kiel.

Zu Christensens Enkeln gehörte Ernst Friedrich Johann Christensen.